# KV65
KV65 es un inicio de tumba, que se encuentra situada en el Valle de los Reyes, en la localidad de Luxor, Egipto. Según Zahi Hawass tanto esta tumba como la KV64 fueron encontradas durante la búsqueda de la tumba de Ramsés VIII. Cuando se anunció su descubrimiento, en agosto de 2008, no se conocía ningún detalle acerca de su arquitectura o decoración interior. Por lo que se podía observar en los detalles de la entrada, esta presentaba características similares a las de la XVIII dinastía.
Fue abierta en 2018 y publicados los hallazgos en 2019. Zahi Hawass informó que consiste en un pozo rectangular inclinado similar a los de las entradas de las tumbas reales de la XVIII Dinastía, donde había variados elementos que consistían en herramientas de construcción, trozos de cuerda, huesos de animales, cuero, cerámica y restos de comida. Probablemente un "pozo de embalsamamiento" donde se inhumaron los restos de un banquete funerario y material de embalsamamiento, similar a KV54, el escondite de embalsamamiento de Tutankamón.